# A királyfi és a sors
A királyfi és a sors ókori egyiptomi történet. A XVIII. dinasztia idejében keletkezett, egyetlen ma ismert példánya a ramesszida kori Harris 500 papirusz verso oldalán (elején) maradt fenn, hieratikus írással. Ez ma a British Museumban található.
A papirusz újkori károsodása miatt a történet vége hiányzik. A szöveg jelenleg négy és fél oldalt tesz ki (a papirusz 4. oldala 1. sortól a 8. oldal 14. soráig; a papirusz elején a Joppa bevétele című történet található). Az első három oldal utolsó sora, a második, harmadik és negyedik oldal első sora megsemmisült, a negyedik oldal jobb oldali fele a 8. és 14. sor közt erősen károsodott, az ötödik oldalon körülbelül minden sor bal oldali egyharmada hiányzik. Más kultúrákból származó hasonló szövegek alapján a történet rekonstruálására több kísérlet történt, tudósok szerint valószínű a pozitív végkifejlet. Az egyiptomiak végzetről alkotott fogalma is lehetővé teszi az előre megszabott sors elkerülését, mert felfogásuk szerint az erény győzedelmeskedhetett az akadályok felett.

## Datálása
A történet Egyiptomban és Naharinban (Észak-Szíria) játszódik, utóbbinak írásmódja megegyezik az Anastasi IV. papiruszon szereplővel. Ennek alapján nem lehet korábbi a XVIII. dinasztiánál, az írásjelek, ligatúrák és bizonyos nyelvtani formulák alapján (melyek a ramesszida kori thébai papiruszokra emlékeztetnek) Gaston Maspero a Harris-papiruszon fennmaradt változatot a XX. dinasztia közepére vagy végére teszi.

## A történet
(Lichtheim alapján)
Egyiptom királya nagyon szomorú volt, mert nem született fia. Imádkozott az istenekhez, és imái meghallgatásra találtak: született egy fia. A hét Hathor (a születésnél jelen lévő és a gyermek sorsát kinyilvántó istennők) megjósolták, hogy a királyfi halálát krokodil, kígyó vagy kutya okozza. A király aggódott a gyermekért, ezért építtetett neki egy mindentől elzárt házat. A fiú később háza tetőteraszáról meglátott egy embert egy kutyával, és ő is szeretett volna kutyát, ezért kapott egyet. Mikor a királyfi felnőtt, úgy döntött, nincs értelme menekülni a sors elől, hiszen az isten úgyis megteszi, ami a szándéka vele. A király beleegyezett, és a fiú, kutyája kíséretében elindult világot látni.
Elért Naharin országába, ahol a fejedelemnek egyetlen gyermeke volt, egy lány, akit egy magas toronyba zárt. Annak ígérte a királylányt, aki el tudja érni; számos más királyfi megpróbált felugrani hozzá. Barátságosan fogadják az egyiptomi királyfit, aki nem mondta el, ki ő valójában: azt mondta, egyiptomi katona fia, és azért jött el otthonról, mert a mostohaanyja gyűlölte. Egy ideig figyelte, hogy próbálnak felugrani a többiek a királylányhoz, majd megpróbálta ő is, és sikerül neki. A fejedelem nem akarja hozzáadni a lányát egy egyszerű katona fiához, de a királylány öngyilkossággal fenyegetőzik, ha nem adják hozzá, így az apja beleegyezik. A házasságkötés után a királyfi elmondja neki, mit jósoltak születésekor. A királylány azt tanácsolja, ölje meg a kutyáját, mert lehet, hogy ő fogja a halálát okozni, de a királyfi erre nem hajlandó.
A királyfit egészen Egyiptomból követte egyik végzete, egy krokodil, és letelepedett abban a faluban, ahol a királyfi élt. Egy démonnal együtt élt egy tóban, a démon minden reggel, amikor a krokodil ébren volt, eljött, és hónapokon át harcoltak egymással mindennap, egyik sem engedte ki a másikat a tóból. Egy éjszaka, amikor a királyfi aludt, jött egy kígyó, hogy megmarja, de a királylány megitatta borral és sörrel, a kígyó lerészegedett és elaludt, a királylány pedig megölte. Felébresztette férjét, és ezt mondta neki: „Az istened kezedre adott egyet azok közül, akik végzetedet okoznák. Kezedre fogja adni a többit is.” A királyfi áldozatot mutatott be Rének.
Egy nap a királyfi sétálni ment a kutyájával. A kutya megszólalt, és ezt mondta: „Én vagyok a végzeted”. A királyfi megijedt és elfutott, majd a tóba rejtőzött a kutya elől. A krokodil megragadta és a vízbe vonszolta, majd ezt mondta: „Én vagyok a végzeted, de három hónapja harcolok ezzel a démonnal. Elengedlek, de segítened kell megküzdenem a démonnal.” Másnap reggel a démon visszatért…
(A történet itt megszakad.)